# حیات‌داوودی
حیات داوودی یکی از ایل‌های لر جنوبی است که در شهرهای بندری بوشهر و خوزستان زندگی می‌کنند. حیات‌داوودی‌ها به لری جنوبی سخن می‌گویند و شیعه مذهب هستند. هم‌اکنون گستره زندگی حیات داوودی‌ها، در شهرستان‌های گناوه، دیلم، دشتستان، ماهشهر، هندیجان و بوشهر می‌باشد.

## تاریخ
یکی از مشاهیر این بلوک در دوره زند امیرعلی‌خان حیات‌داوودی که در سالهای ۱۲۰۳ هـ. ق و ۱۲۰۶هـ. ق دوبار به کمک نظامی از لطفعلی‌خان زند پرداخت (تاریخ گیتی گشا). دیگر چهره نامدار این ناحیه، اله‌کرم‌خان حیات‌داوودی است که در سال ۱۲۹۶خ / ۱۳۳۶ق کتابی با نام شش فصل جهت اصلاح باورها، رسومات و اجرای قوانین حفظ صحت نوشته و سال بعد فارسنامه ابن بلخی را به‌دلیل عدم دسترسی به نسخه فارسی، متن منتشره را از انگلیسی به فارسی ترجمه کرده است.

## محل سکونت
حیات داوود منطقه‌ای در حاشیه شمال خلیج‌فارس است که از بندر گناوه تا بندرریگ و روستاهای اطراف آن را شامل می‌شود خوانین حیات داوودی بر بلوک رودحله که میانه بندرریگ و بوشهر قراردارد نیز حکم می‌راندند. البته به‌طور کلی، طایفه حیات داوود اکنون در گستره گناوه، دیلم، ماهشهر، دشتستان و هندیجان و بوشهر زندگی می‌کنند.
در کتاب لرهای ایران نوشته جواد صفی‌نژاد دربارهٔ قلمرو سکونت طایفه‌های حیات داوودی  چنین آمده است: لرهای حیات داوودی کمترین پهنه جغرافیایی را در قلمرو لربزرگ دارند. حاکم نشین حیات داوودی‌ها بندر ریگ بوده است اما امروزه بندر گناوه را مرکز حیات داوودی‌ها می‌دانند.

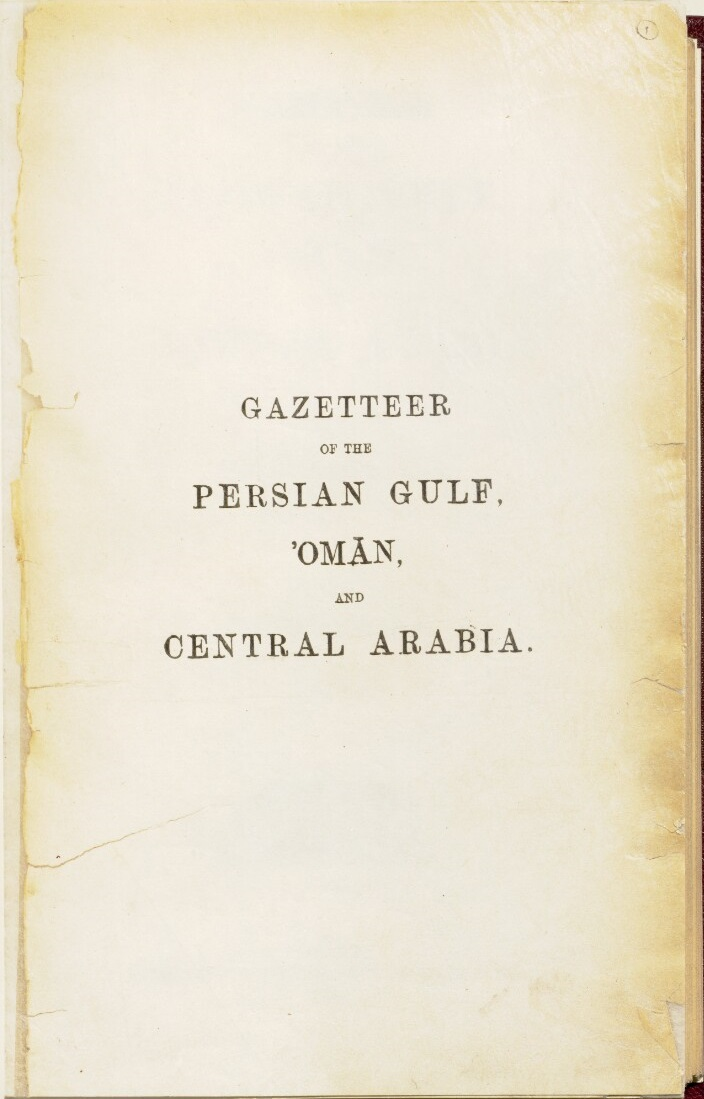
دانشنامه خلیج فارس نوشته جان لوریمر که در سال ۱۹۰۸ میلادی به چاپ رسید. در این کتاب از بلوک حیات داوود و لیراوی و بویراحمدی و ممسنی به عنوان لرهای شرقی یاد شده است.

## وجه تسمیه
دربارهٔ وجه تسمیه حیات داوود، اله کرم خان در کتاب فصل شش که در سال ۱۳۳۶ ه‍.ق نوشته است:
اصل ما از خرم‌آباد لرستان است از طایفه حیات غیبی که تاکنون آن طایفه در خرم‌آباد می‌باشد و به این نام خوانده می‌شوند. در اوایل سلطنت صفویه بنابر سببی چند از اقوام خود جدا گشته و از دیار خود هجرت نمودند و در این ناحیه تاکنون که به بلوک حیات داوود معروف است رحل اقامت افکندند. هر چند که کلیه این بلوک را به تصرف خود درآوردند و به نام طایفه خود نامیدند و حیات داوود نام نهادند.

## حیات‌داوودی‌های کویت
کتاب خلیج فارس اثر غلامعلی بایندر (چاپ ۱۳۱۷ شمسی) در صفحهٔ ۳۳ کتاب خود به مهاجرت لرهای حیات داوودی به کویت اشاره کرده که در آن ناحیه جمعیت قابل توجهی دارند.